# Antonella Collini
Antonella Collini (Firenze, 5 giugno 1967) è un'ex cestista italiana.

## Carriera
Ha giocato in Serie A1 e Coppa Ronchetti con Alcamo.